# 야쓰미촌
야쓰미촌(八積村)은 지바현 조세이군에 일찍이 존재했던 촌이다.

## 지리
- 현재의 조세이촌 남동부에 해당한다.
- 마을에는 구주쿠리 해변이 있고 태평양에 접해 있다.
- 마을의 대부분은 평지이다.

## 역사
- 1889년 4월 1일 - 정촌제 시행에 의해 야쓰미촌이 단독으로 나가라군 야쓰미촌이 성립하였다.
- 1897년 4월 1일 - 나가라군이 폐지되어 조세이군이 되었다.
- 1953년 11월 3일 - 히토쓰마쓰촌, 다카네촌과 합병해 조세이촌이 신설되어, 동일 야쓰미촌은 폐지되었다.

## 인구
| 1891년 | 4,936 |
| 1925년 | 4,113 |
| 1950년 | 5,836 |

## 역사
- 角川日本地名大辞典編纂委員会『角川日本地名大辞典 12 千葉県』、角川書店、1984年 ISBN 4-04-001120-1